# Hypertext
Hypertext (IPA: ˈhaɪ̯pɐˌtɛkst, anhörenⓘ; Wortbildung aus altgriechisch ὑπέρ hyper-, deutsch ‚über, oberhalb, über … hinaus‘ und lateinisch texere ‚weben, flechten‘) ist ein Text mit einer netzförmigen, dynamischen Struktur, in der die gewohnte Ordnung (lineare Sequenzialität) statischer gedruckter Publikationen technisch aufgebrochen wird.
Vom typischen Buch unterscheidet er sich dadurch, dass er nicht dafür geschrieben ist, von Anfang bis Ende in der veröffentlichten Reihenfolge gelesen zu werden. Er wird in Auszeichnungssprachen geschrieben, die neben für den Leser nicht sichtbaren Gestaltungsanweisungen auch Hyperlinks enthalten, also Querverweise zu entfernten Textpassagen oder anderen Dokumenten im Netzwerk. Die gebräuchlichste Auszeichnungssprache für Internetdokumente ist die Hypertext Markup Language (HTML), die allgegenwärtig ist. Ein Hypertext kann informatisch als Netzwerk aus Hypertext-Knoten beschrieben werden, die durch Hyperlink-Kanten verbunden sind.
Das Konzept geht auf Vannevar Bushs Memex aus dem Jahr 1945 zurück. Der Begriff wurde 1965 von Ted Nelson geprägt. Die Erfindung des Hypertextes ist kulturhistorisch eng mit dem enzyklopädischen Gedanken und der Idee der Universalbibliothek verbunden und sollte praktisch zur Auffindbarkeit von publizierten Forschungsergebnissen und zur Entwicklung besserer Schreibmaschinen beitragen. Die maßgebliche Definition liefert das World Wide Web Consortium (W3C).

## Definition
Als maßgeblich kann der Definitionsversuch des World Wide Web Consortium (W3C) angenommen werden:
- Hypertext ist ein Text, der nicht linear (non-linear) sein muss (not constrained to be linear).
- Hypertext ist ein Text, der Links zu anderen Texten enthält.
- HyperMedia ist ein Hypertext, der auch Grafiken, Videos oder Klänge enthalten kann (not constrained to be text).
- Hypertext und HyperMedia sind Konzepte, keine Produkte.

### Typen von Hypertext-Systemen
Jeffrey Conklin untersuchte 1987 systematisch die Eigenschaften von 18 Hypertext-Systemen und bildete aufgrund typischer Anwendungsfälle vier Systemklassen:
- makro-literarische Systeme, die maschinenunterstützt den Umgang mit großen Online-Bibliotheken erleichtern und als Plattform für alle relevanten Arbeitsschritte wie veröffentlichen, lesen, zusammenarbeiten und kritisieren dienen sollen.
- Heuristische Werkzeuge (problem exploration), mit deren Hilfe die erste unstrukturierte Ideenfindungsphase eines Arbeitsprozesses überführt werden kann in Entwurfserstellung, Problemlösen, Programmierung oder Design.
- Lese-Systeme (browsing systems), die vor allem niedrigschwellig nutzbar sein sollen, um in der Lehre, zum Nachschlagen oder an öffentlichen Orten eingesetzt zu werden.
- Generelle Hypertext-Technologie, die vor allem experimentellen Zwecken dienen soll.

## Geschichte und Entwicklung

### Vorläufer und historische Konzepte
Nicht jede Eigenschaft des Hypertextes ist eine Innovation des 20. Jahrhunderts. Bereits einige im Aufschreibesystem der Neuzeit eingeführten und verwendeten Erschließungshilfen für traditionelle lineare Texte wie Inhaltsverzeichnisse, Indizes, Querverweise und Fußnoten und andere Verweissysteme lassen sich funktional bestimmten Schreib- und Editionstechniken des Hypertextes zuordnen. Im Unterschied zu digitalen Hypertext-Systemen müssen bei materiellen Texten jedoch die Verweisziele vor Ort präsent sein, damit der Leser dem Verweis folgen kann, und das Verfolgen der Verweise kann nicht mechanisiert vorgenommen werden.
Als mechanische Vorläufer digitaler Hypertextsysteme gelten Agostino Ramellis Bücherrad aus dem 16. Jahrhundert und Raymond Roussels Lesemaschine, eine Art Wechselrad für Notizzettel.
Paul Otlet, 1895 Mitgründer des Office International de Bibliographie in Brüssel, Herausgeber der Universalklassifikation und ein Vordenker des Völkerbunds, gilt aufgrund seiner systematischen Bemühungen um eine Universalbibliothek mit einer Universalbibliographie (dem Mundaneum) als früher Pionier des Hypertextes.

### As We May Think(1945)
Das moderne Hypertext-Konzept wurde 1945 vom US-amerikanischen Wissenschaftsorganisator und Politikberater Vannevar Bush in dem Aufsatz As We May Think vorgestellt, der in der Zeitschrift The Atlantic Monthly erschien. Ausgehend von der forschungspolitischen Forderung, im Dienste der globalen und friedlichen Verbesserung der Lebenszustände der Menschheit die wissenschaftliche Zusammenarbeit zu verbessern und geschickter zu koordinieren, stellt Bush das Konzept für den MEMEX (Memory Extender) vor, eine vernetzte Schreib-/Lesemaschine, die niemals tatsächlich konstruiert wurde. Im MEMEX kann die gesammelte Literatur eines bestimmten Gebietes elektronisch aufbereitet leicht zugänglich dargestellt, zitiert und annotiert werden. Zitationen und Annotationen können hierbei zwischen einzelnen Geräten und Nutzern ausgetauscht werden. Eine zentrale Funktion ist der Wechsel zwischen Texten, um zum Beispiel Fußnoten und Verweisen zu folgen, wobei die „Lesespur“ des MEMEX-Nutzers elektronisch festgehalten und jederzeit nachverfolgt werden kann. Eine der Prognosen Bushs ist, dass auf diesem Weg auch „Enzyklopädien ganz neuen Typs“ entstehen würden.

### Eine Dateistruktur für das Komplexe, das Veränderliche und das Unbestimmte
Der Philosoph und Informatiker Ted Nelson (Projekt Xanadu) prägte den Begriff Hypertext im Jahr 1965 in einem veröffentlichten Vortrag vor der Amerikanischen Association for Computing Machinery (ACM) mit dem Titel A File Structure for the Complex, the Changing and the Indeterminate (deutsch Eine Dateistruktur für das Komplexe, das Veränderliche und das Unbestimmte). Ausgehend von den Verrichtungen, Verfahren und Werkzeugen, die in der bekannten analogen Textproduktion eingesetzt werden, beschreibt er eine computerbasierte Schreibmaschine, die alle bisher bekannten und genutzten Techniken als Universalwerkzeug vereint und sinnvoll erweitert. Als Erweiterungen schlägt er ein Versionierungssystem, technische Unterstützung kollaborativer Textproduktion, Zitationsobjekte und ein System der bedarfsabhängigen Textmontage vor. Seine technologischen Vorschläge fußen hierbei auf der philosophischen Überzeugung, dass sich selbst kognitive Kategorien dynamisch verändern, und deshalb ein Schreibsystem dynamisch angepasst werden können sollte. Man kann zu Recht Nelsons Entwurf mit der realisierten Wikipedia (oder der MediaWiki-Software) vergleichen. Nelson selbst nennt sein ideales kollaboratives dynamisches System den Dream File, dessen technische Seite ein Evolutionary List File (ELF) auf Grundlage von sehr einfach strukturierten „gezipperten“ Listen sei.

### Information Management: a Proposal(1989)

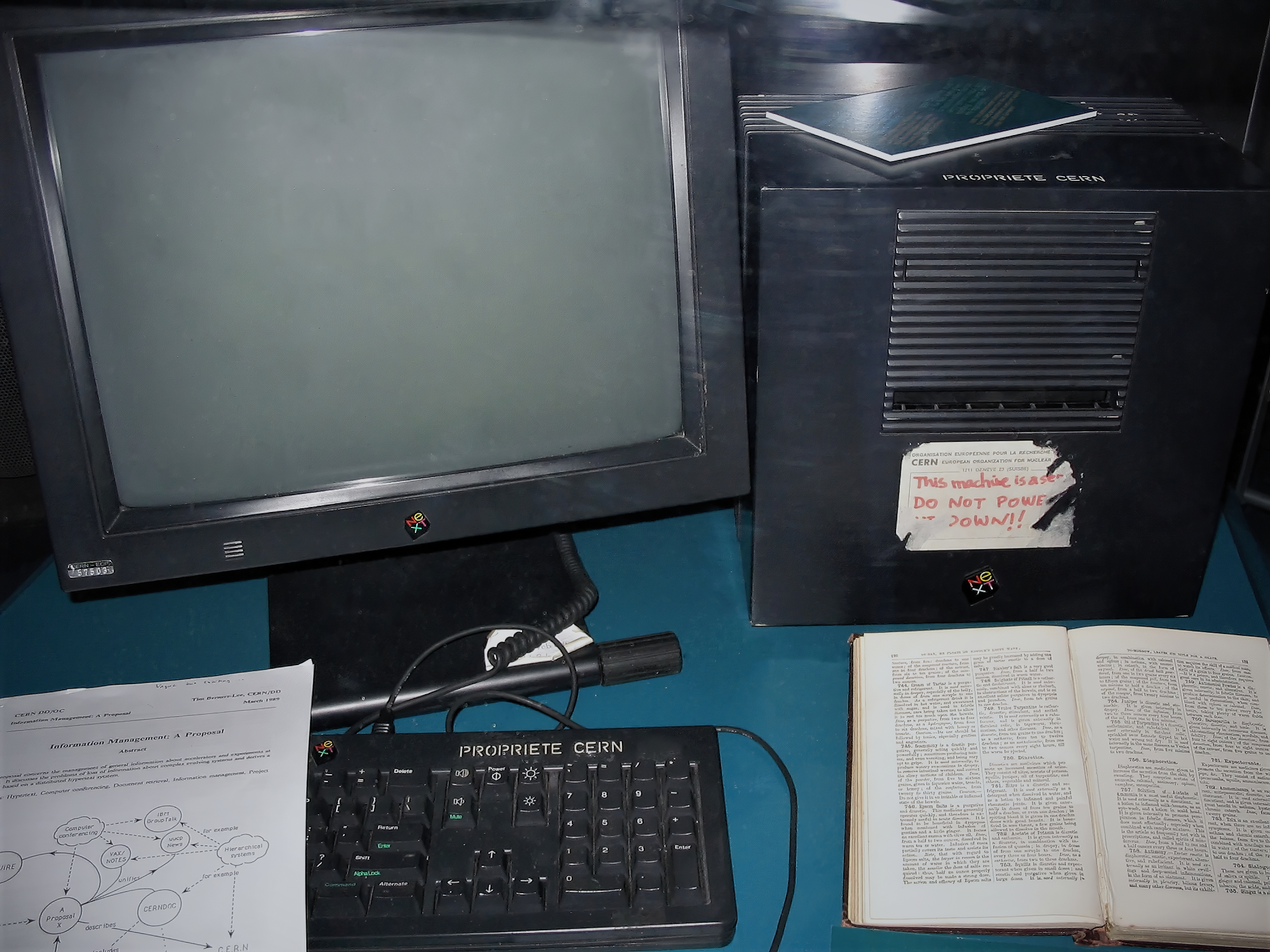
Der erste Webserver der Welt, entwickelt und implementiert von Berners-Lee auf einem NeXTcube-Computer

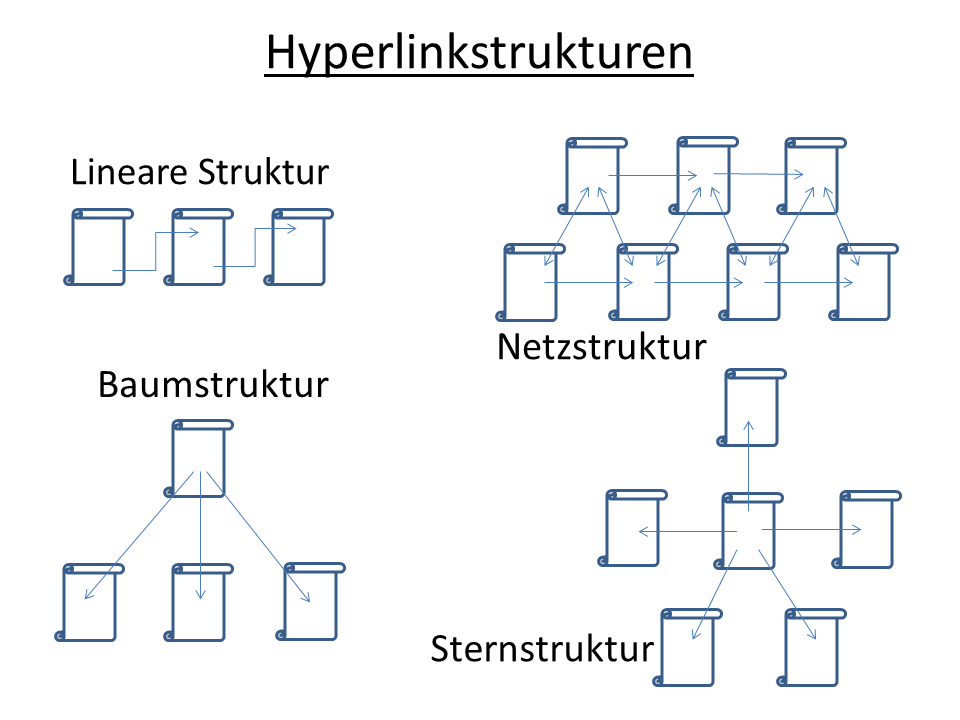
Typen von Hyperlinkstrukturen

Ein sehr simples HTML-Dokument

Das erste Hypertextsystem, das aufgrund seiner Praxistauglichkeit handhabbar war, wurde 1989 vom britischen Physiker und Informatiker Sir Tim Berners-Lee an der Europäischen Organisation für Kernforschung (CERN) in Genf entwickelt. Berners-Lee schlug der Leitung des CERN erfolgreich vor, durch ein verbessertes Informationsmanagement rund um die durchgeführten Experimente Datenverlust und Mehrfacharbeit zu verringern. Technisch sollte dieses neue Informationsmanagement mit Hilfe von einer netzwerkförmigen Datenstruktur mit einem Client-Server-Modell umgesetzt werden, deren Sprache Hypertext sein sollte. Berners-Lee hoffte, auf diese Weise die Beschränkungen und Probleme von hierarchischen „Baum-Systemen“ und „Schlagwortkatalogen“ (keywords) zu umgehen. Aus diesem historischen Vorschlag entwickelte sich das World Wide Web (WWW), dessen Struktur und dessen Beschreibungssprachen bis heute vom World Wide Web Consortium unter der Leitung von Berners-Lee gepflegt und weiterentwickelt werden.

## Eigenschaften
Hypertext codiert im Vergleich zu linearen Informationsdarstellungen komplexe Informationen vergleichsweise redundanzarm. Redundanzfreiheit spart Speicher und Übertragungsbandbreite und vereinfacht die Wartung und Aktualisierung von Inhalten, weil ein zentral hinterlegter Wert nur einmal geändert werden muss, um an allen Stellen angezeigt zu werden, die mit dem Wert verknüpft sind.
Die assoziative Struktur eines Hypertextes scheint mehr der Funktionsweise des menschlichen Denkens zu ähneln als rein lineare Texte. Der Pädagoge Rolf Schulmeister verweist in diesem Zusammenhang auf die „kognitive Plausibilitätshypothese“.

## Konkrete Hypertextsysteme und technische Vorläufer

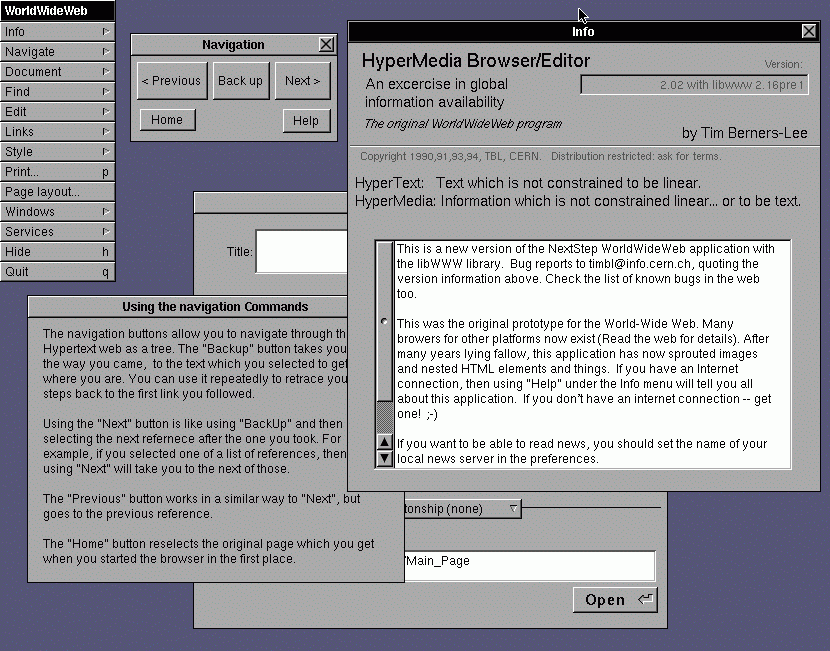
Früher Web-Browser, 1991

Das in der Gegenwart am weitesten verbreitete Hypertext-System ist der Internetdienst World Wide Web (WWW), der 1989 von Sir Tim Berners-Lee am CERN vorgeschlagen wurde. Die Auszeichnungssprache, die standardisiert verwendet wird, ist die Hypertext Markup Language (HTML). Die technischen Spezifikationen und versionierten Weiterentwicklungen werden vom international anerkannten World Wide Web Consortium (W3C, unter Vorsitz von Sir Tim Berners-Lee) vorgeschlagen und typischerweise in internationale und nationale Normgebungsverfahren übernommen. Das WWW erlaubt auch das Einbinden von nichtsprachlichen Datentypen wie Bildern, ist also streng genommen ein Hypermedia-System.
Emanuel Goldberg patentierte 1931 in den USA die „Statistische Maschine“, die mit Hilfe von Lichtstrahlen und photoelektrischen Röhren addieren, sortieren und andere „statistische Operationen“ ausführen sollte. Diese Erfindung kann mit der Entwicklung des MEMEX in Verbindung gebracht werden.
Roberto Busa gilt als einer der Pioniere der wissenschaftlichen Anwendung der EDV in den Geisteswissenschaften (Digital Humanities) und war ab 1946 Herausgeber des Index Thomisticus, einer 56-bändigen Erschließungshilfe für die Werke Thomas von Aquins mit 70.000 Seiten. Busa konnte durch den Einsatz von IBM-Technik die Dauer der Edition von vermuteten vierzig auf sieben Jahre reduzieren. Sein System kann als hypertextförmig beschrieben werden.
HyperCard von Apple wurde als Teil der Softwareausstattung des Macintosh ausgeliefert und war damit früh einer größeren Nutzergruppe zugänglich.

## Hypertext und Literatur
Als literarischer Vorreiter des Hypertextes gilt der österreichische Schriftsteller Andreas Okopenko, der mit seinem Lexikon-Roman den ersten literarischen Hypertext in Buchform bereits 1970 vorlegte. Der Lexikon-Roman wurde 1998 in Zusammenarbeit zwischen dem Autor, dem Kollektiv Libraries of the Mind und dem Komponisten Karlheinz Essl junior als ELEX – Elektronischer Lexikon-Roman auf CD-ROM veröffentlicht.
Eine fiktionale Erzählung, welche mit und für die Hypertextstruktur geschrieben wird, bezeichnet man als Hyperfiction. Diese kann wie Afternoon – A story (1987) von Michael Joyce auch in Printform als Offline-Hyperfiction veröffentlicht werden.
Als Vorläufer der Hyperfiction können komplexe Klassiker der modernen Literatur gesehen werden, wie James Joyce’ Finnegans Wake (1939), das als „netzwerkförmig“ gelesen werden kann, oder Zettels Traum (1970) von Arno Schmidt. Ein Beispiel für ein Hypertext-artiges Gedicht sind die Hunderttausend Milliarden Gedichte von Raymond Queneau (1961).

## Forschungsfragen
Ein Problem beim Arbeiten mit Hypertext ist das gezielte Auffinden von Informationen. Während literate Menschen über Jahrhunderte in der Rezeption von linearen Texten geschult worden sind, begann man erst mit der zunehmenden Verbreitung des World Wide Web seit Mitte der 1990er Jahre den Umgang mit komplexen Hypertexten zu erlernen. Hilfsmittel wie Suchmaschinen und Suchfunktionen auf den Webseiten unterstützen den Nutzer.
Technisch fehlen dem WWW wichtige Funktionen früherer Hypertextsysteme. So ist zum Beispiel das Problem der so genannten toten Links im WWW ungelöst, die nicht oder nicht mehr zum gewünschten Ziel führen. Auch die Einführung der Uniform Resource Identifiers (URIs) ist über die im Web gebräuchlichen URLs nur unvollständig erfüllt.
Ein weiteres Problem ist das Navigieren in Hypertexten, da vor allem in den Anfangsjahren häufig eine vom Autor vorgegebene Lesestruktur (zum Beispiel eine Guided Tour) fehlte. Heute verfügen Hypertexte in der Regel über eine ausgefeilte Navigation. Als Folge eines Übermaßes an Querverweisen kann ein sogenannter Information Overload, die Überflutung mit ungeordneten Informationen und eine Desorientiertheit im weit verzweigten Netz von Texten (Lost in Hyperspace) entstehen. Die Lesegewohnheiten spielen hierbei eine wichtige Rolle. So haben online-affine Nutzer weniger Schwierigkeiten damit, das Lesen eines Textes zu unterbrechen, um einem Querverweis zu folgen. Problemlösungsansätze bieten virtuelle Mindmaps und Web-Ontologien. Erst in Ansätzen gelöst ist das Problem der Visualisierung von Hypertexten, also die grafisch aufbereitete Darstellung der typischerweise netzwerkförmigen und daher nicht hierarchisch präsentierbaren Struktur eines Hypertextes (siehe auch Hyperbolic Tree).
In Hypertext ist die Reihenfolge variabel, in der Wortschaftbestandteile (lexia) präsentiert werden. Marie-Laure Ryan vertritt die Ansicht, dass die Beschreibung von Hypertext als nicht-linear nicht ganz zutreffend sei, denn was im Leseprozess ausgewählt wird, behalte dennoch eine lineare Ordnung (sequential order). Stattdessen schlägt Ryan für diese Eigenart der Hypertexte den Begriff multilinear vor.

### Primärtexte
- Sir Tim Berners-Lee: Information Management: a Proposal. CERN 1989, (w3.org).
- Theodor Holm Nelson: Complex Information Processing: A File Structure for the Complex, the Changing and the Indeterminate. ACM, New York NY 1965, S. 84–100, doi:10.1145/800197.806036.
- Vannevar Bush: As We May Think. In: Atlantic Monthly, 176, S. 101–108 (theatlantic.com).
- Paul Otlet: Traité de documentation. Brüssel 1934. Nachdruck: Centre de lecture publique de la Communauté française de Belgique 1989, ISBN 2-87130-015-1 (archive.org).

### Textsammlungen
- Tilman Baumgärtel (Hg.): Texte zur Theorie des Internets. (=Reclams Universal-Bibliothek 19476). Reclam, Ditzingen 2017, ISBN 978-3-15-019476-8.
- Karin Bruns, Ramón Reichert (Hrsg.): Reader Neue Medien. Texte zur digitalen Kultur und Kommunikation. (Cultural Studies 18). transcript, Bielefeld 2007, ISBN 978-3-89942-339-6 (Sammlung einschlägiger Grundlagentexte in deutscher Übersetzung).
- Noah Wardrip-Fruin, Nick Montfort (Hrsg.): The New Media Reader. MIT Press, Cambridge MA 2003, ISBN 978-0-262-23227-2 (englisch; kommentierte Sammlung einschlägiger Grundlagentexte); monoskop.org (PDF; 31 MB).

### Forschungsliteratur
- Christian Vater u. Christian Wachter: Hypertext. In: AG Digital Humanities Theorie des Verbandes Digital Humanities im deutschsprachigen Raum e. V. (Hg.): Begriffe der Digital Humanities. Ein diskursives Glossar (= Zeitschrift für digitale Geisteswissenschaften, Working Papers 2), Wolfenbüttel 2023 Version 25.05.2023), HTML / XML / PDF. DOI:10.17175/wp_2023_005
- Christian Vater: Hypertext – Die Wikipedia und das Software-Dispositiv: Eine digitale kollaborative Onlineenzyklopädie für die „Turing-Galaxis“ – und die Geschichte des Hypertextes. In: Eva Gredel, Laura Herzberg, Angelika Storrer (Hrsg.): Linguistische Wikipedistik (= Diskurse – digital, Sonderheft 1), S. 1–25, 2019, ISSN 2627-9304; uni-mannheim.de (PDF)
- Christian Vater: Hypertext – Eine Schrift für vernetzte, dynamische Schreibmaschinen (1965). In: Michaela Böttner, Ludger Lieb, Christian Vater, Christian Witschel (Hrsg.): 5300 Jahre Schrift. Wunderhorn, Heidelberg 2017, ISBN 978-3-88423-565-2; 5300jahreschrift.de (PDF).
- Frank Hartmann: (Hrsg.): Vom Buch zur Datenbank: Paul Otlets Utopie der Wissensvisualisierung. Avinus, Berlin 2012, ISBN 978-3-86938-025-4 (Verlagsinformation).
- Jakob Krameritsch: Geschichte(n) im Netzwerk. Hypertext und dessen Potenziale für die Produktion, Repräsentation und Rezeption der historischen Erzählung (Medien in der Wissenschaft, Band 43). Waxmann, Münster 2007, ISBN 978-3-8309-1835-6.
- Angelika Storrer: Hypertextlinguistik. In: Nina Janich (Hrsg.): Textlinguistik. 15 Einführungen. Narr, Tübingen 2008. 2. Auflage: 2019, ISBN 978-3-8233-6432-0; hytex.tu-dortmund.de (PDF) preprint.
- George P. Landow: Hypertext 3.0. Critical Theory and New Media in a Era of Globalization. 3. Auflage. Johns Hopkins Univ. Press, Baltimore Md 2005, ISBN 0-8018-8257-5.
- Angelika Storrer: Text und Hypertext. In: Henning Lobin, Lothar Lemnitzer: Texttechnologie. Perspektiven und Anwendungen. Stauffenburg, Tübingen 2004, ISBN 3-86057-287-3.
- Christiane Heibach: Literatur im elektronischen Raum, Suhrkamp, Frankfurt am Main 2003, ISBN 3-518-29205-6 (zuvor: Literatur im Internet: Theorie und Praxis einer kooperativen Ästhetik.), Universität Heidelberg, Dissertation, 2000.
- Stefan Iske: Vernetztes Wissen. Hypertext-Strategien im Internet. Bertelsmann, Bielefeld 2002, ISBN 3-7639-0151-5.
- Stephan Porombka: Hypertext. Zur Kritik eines digitalen Mythos. Fink, München 2001, ISBN 3-7705-3573-1.
- Angelika Storrer, Was ist „hyper“ am Hypertext? In: Kallmeyer, Werner (Hrsg.): Sprache und neue Medien (Jahrbuch 1999 des Instituts für deutsche Sprache). De Gruyter, Berlin u. a. 2000, ISBN 3-11-016861-8 (ids-pub.bsz-bw.de).
- Rainer Hammwöhner: Offene Hypertextsysteme. Das Konstanzer Hypertextsystem (KHS) im wissenschaftlichen und technischen Kontext. Univ.-Verl. Konstanz, Konstanz 1997, ISBN 3-87940-608-1.
- Peter Schnupp: Hypertext. Oldenbourg, München 1992, ISBN 3-486-21740-2.
- Rainer Kuhlen: Hypertext. Ein nicht-lineares Medium zwischen Buch und Wissensbank. Springer, Berlin 1991, ISBN 3-87940-509-3.
- Jay David Bolter: Writing Space: The Computer, Hypertext, and the History of Writing. Hillsdale, Lawrence Erlbaum 1990/22001, ISBN 0-8058-0427-7.
- Jeffrey Conklin: Hypertext: An Introduction and Survey. In: Computer, 20, September 1987, S. 17–41; doi:10.1109/MC.1987.1663693; ics.uci.edu (PDF; 1,9 MB).
- Teresa Schurer, Bertram Opitz, Torsten Schubert: Mind wandering during hypertext reading: The impact of hyperlink structure on reading comprehension and attention, Acta Psychologica, Volume 233, 2023, 103836, doi:10.1016/j.actpsy.2023.103836.